# Supercopa Polonesa de Voleibol Masculino de 2014
A Supercopa Polonesa de Voleibol Masculino de 2014 foi a 4.ª edição deste torneio organizado anualmente pela Liga Polonesa de Voleibol. Ocorreu no dia 8 de outubro, na cidade Poznań, na Hala widowiskowo-sportowa Arena.
O PGE Skra Bełchatów conquistou seu segundo título do campeonato ao derrotar o ZAKSA Kędzierzyn-Koźle. O ponteiro argentino Facundo Conte foi eleito o melhor jogador da partida.

## Regulamento
O torneio foi disputado em partida única.

## Equipes participantes
| Equipe                 | Cidade           | Qualificação                          | Última participação |
| ---------------------- | ---------------- | ------------------------------------- | ------------------- |
| PGE Skra Bełchatów     | Bełchatów        | Campeão da PlusLiga de 2013–14        | 2012                |
| ZAKSA Kędzierzyn-Koźle | Kędzierzyn-Koźle | Campeão da Copa da Polônia de 2013–14 | 2013                |

## Resultado
| Data  | Hora  |                    | Placar |                        | Set 1 | Set 2 | Set 3 | Set 4 | Set 5 | Total | Relatório |
| ----- | ----- | ------------------ | ------ | ---------------------- | ----- | ----- | ----- | ----- | ----- | ----- | --------- |
| 8 out | 20:00 | PGE Skra Bełchatów | 3–1    | ZAKSA Kędzierzyn-Koźle | 26–24 | 25–22 | 20–25 | 27–25 |       | 98–96 | Relatório |

## Premiação
| Supercopa Polonesa de 2014              |
| --------------------------------------- |
| PGE Skra Bełchatów Campeão (2.° título) |